# جوشوا هيل
جوشوا هيل (بالإنجليزية: Joshua Hill)‏ هو محامي وسياسي أمريكي، ولد في 10 يناير 1812 في أبفيل في الولايات المتحدة، وتوفي في 6 مارس 1891 في ماديسون في الولايات المتحدة. حزبياً، نشط في الحزب الجمهوري. وقد انتخب عضو مجلس النواب الأمريكي وانتخب عضو مجلس الشيوخ الأمريكي.